# Samuel Richard Davies
Samuel Richard Davies (Manchester, 9 novembre 1867 – Quarto dei Mille, 17 febbraio 1907) è stato un calciatore inglese, di ruolo attaccante.
Suo figlio Carlo Davies giocò da difensore nell'Inter negli anni venti.

## Carriera
Perito tessile e sportivo praticante, poco dopo il diploma si trasferì in Italia a Torino, dove cominciò a diffondere il gioco del football, e dovrebbe essere quel Dawies (forse frutto di un'impropria trascrizione) che disputò la finale del 1899 vestendo la maglia dell'Internazionale Torino.
Allorquando conobbe per lavoro il connazionale Herbert Kilpin, lo seguì a Milano, dove i due erano stati chiamati per motivi sia professionali sia soprattutto agonistici, e divenne uno dei 50 soci fondatori del Milan. In maglia rossonera giocò come attaccante per tre stagioni vincendo lo scudetto.
Si ritirò nel 1902, ma rivestì la maglia rossonera nell'insolita veste di portiere il 20 ottobre 1905, nella finale di Coppa Lombardia tra Milan e Casteggio, terminata 20-0 per i rossoneri
; in occasione di quella gara, prese una sedia e si sedette presso la porta, fumando tranquillamente delle sigarette, salvo poi alzarsi negli ultimi minuti e, dopo aver percorso tutto il campo, segnare il gol del definitivo 20-0, risultando il primo portiere (seppur con un passato da attaccante) a siglare una rete su azione in un torneo calcistico italiano, seppur amichevole.
Morì prematuramente a Quarto dei Mille a trentanove anni, il 17 febbraio 1907.

## Palmarès

### Calciatore

#### Club

##### Competizioni nazionali
- Campionato italiano: 1

Milan: 1901

##### Altre Competizioni
- Medaglia del Re: 3

Milan: 1900, 1901, 1902